# 防府市スポーツセンター
防府市スポーツセンター（ほうふしスポーツセンター）は、山口県防府市浜方にある体育施設群（スポーツ・コンプレックス）。「防府市体育施設設置及び管理条例」（平成9年3月31日条例第21号）に基づいて防府市が設置した体育施設群で、都市計画法に基づく運動公園（都市公園）には指定されていない。
施設は防府市が所有し、アシックス・ビークルーエッセ・羽嶋松翠園・日本水泳振興会共同体が指定管理者として管理している。また、2020年（令和2年）から命名権を導入している。2025年8月から施設命名権者が広島県東広島市のダイキョーニシカワとなる予定である。

## 概要
1972年に防府市などが設立した財団法人防府スポーツセンターが市南部の浜方地区に整備したもので、複数のスポーツ施設を備える。財団法人は2013年（平成25年）3月に解散し、財団が所有していた施設群は、当初より市営施設として整備された陸上競技場および武道館共々防府市の直営施設となっている。また、プール及び体育館は元々財団が所有していた施設があったが、老朽化のために財団解散後に市が再整備したものである。

### 命名権
新たな財源確保を目的として、「年額400万円以上・5年以上」の条件で施設命名権を募集し、市内にグループ会社（協和発酵バイオ）の工場がある清涼飲料水メーカーのキリンビバレッジが命名権を取得し、キリンレモンスタジアムの名称を用いることとなった。契約期間は2020年4月1日から5年間で、契約金額は年400万円（税別）。2025年3月末で命名権契約が満了となり「キリンレモンスタジアム｣の愛称を終了した。
2025年8月8日、ダイキョーニシカワを新たな施設命名権者する契約締結式が開かれ愛称が発表されることとなった。

## 施設
体育館（防府市スポーツセンター体育館 / ソルトアリーナ防府）
1974年に整備された防府市スポーツセンターの中核となる体育館。2010年に移転改築され「ソルトアリーナ防府」の愛称がつけられた。
詳細は同記事参照。
野球場（防府市スポーツセンター野球場）
1975年完成の野球場。プロ野球オープン戦及びファーム公式戦の開催歴もある。
詳細は同記事参照。
陸上競技場（防府市スポーツセンター陸上競技場）
南側エリア（県道防府環状線の南側）に1990年（平成2年）に完成した日本陸上競技連盟第2種公認の陸上競技場。
当初より市営競技場として整備され、開場時の名称は『防府市陸上競技場』であった。
400m×8コースの全天候型トラックと障害走路などを備える。インフィールドは天然芝でサッカー等の利用に対応する。
メインスタンド（1,100人収容）はすべてベンチシートで、周囲を芝生スタンド（4,900人収容）が取り囲む。
2020年の陸連公認更新申請に合わせて改修工事が実施され、トラックがブルートラックに全面更新された。
毎年12月開催の防府読売マラソンの発着点として使用される。
武道館（防府市スポーツセンター武道館）
1993年（平成5年）に完成した武道館。
柔道・剣道公式試合場4面が確保できる武道場と、射場10人立（近的）対応の弓道場を備える。
プール（防府市スポーツセンタープール）
25mプールと流水プール、ウォータースライダーなどのアトラクションを備えた屋外プール。
1975年に整備されたが、老朽化等のため2010年限りで閉鎖。2014年に再整備された。
運動広場（防府市スポーツセンター運動広場）
ソフトボール4面確保可能な土のグラウンド。
人工芝多目的グラウンド
2018年に南側エリアの運動広場をJFAサッカー施設整備助成事業助成金およびスポーツ振興くじ助成金を受けて再整備した人工芝グラウンド。
面積24,430m2でサッカー2面が確保可能。人工芝には住友ゴム工業の「ハイブリッドターフER」を使用している。四隅にアンツーカーが残されており、ソフトボールでの利用も引き続き可能。

## アクセス
- JR山陽本線 防府駅からタクシーで10分
- JR山陽本線 防府駅南口（みなとぐち）5番乗り場から防長交通バス「中浦」行きで「スポーツセンター入口」バス停下車（防府駅から約13分ほど）